# Lane Smith
Walter Lane Smith III, mais conhecido como Lane Smith (Memphis, 29 de abril de 1936 - Northridge, 13 de junho de 2005) foi um ator americano. Alguns de seus papéis mais conhecidos incluem o colaborador empresário Nathan Bates na série de televisão da NBC, V, o prefeito Bates no filme Red Dawn, editor de jornal Perry White na série da ABC, Lois & Clark: The New Adventures of Superman, o treinador Jack Reilly em The Mighty Ducks, o procurador do distrito Jim Trotter III em Meu Primo Vinny e o presidente americano Richard Nixon no telefilme de 1989, The Final Days, pelo qual recebeu uma indicação ao Globo de Ouro.

## Início da vida
Lane Smith nasceu em 1936 em Memphis, Tennessee. Ele se formou na Escola de Leelanau, um internato em Glen Arbor, Michigan e passou um ano de embarque na Escola Hill em Pottstown, Pennsylvania [2] antes de ir estudar no Actors estúdio no final dos anos 1950 e início dos anos 1960, juntamente com Dustin Hoffman e Al Pacino. Smith serviu dois anos no Exército dos Estados Unidos.

## Carreira
Após sua graduação, ele encontrou trabalho constante em Nova York teatro antes de fazer sua estréia no cinema em Maidstone, em 1970. Durante a década de 1970, ele fez regularmente aparições em pequenos papéis em filmes incluindo Rooster Cogburn em 1975 e de rede em 1976. Em 1981 ele apareceu na Sidney Lumet-dirigida filme Prince of the City. Ele também atuou na televisão, nomeadamente jogando um fuzileiro naval dos Estados Unidos no Vietnã na minissérie de televisão A Rumor of War e em 1980 Hallmark Hall of Fame filme de TV trombeta do Gideon estrelado por Henry Fonda, José Ferrer e John Houseman. Ele também é creditado para jogar McMurphy 650 vezes no 1971 Broadway renascimento da Voando Sobre Um Ninho de Cucos.
Ele fez um grande avanço em 1984 com funções significativas no Red Dawn, Um Lugar no Coração e da série de televisão V. Ele também jogou em Quincy, ME na Temporada 8, Episódio 7, "Ciência para a venda" como um oncologista procura de uma cura ao câncer. Em 1989, Smith ganhou grande reconhecimento por sua interpretação do ex-Pres. Richard Nixon no docudrama The Final Days. Newsweek elogiou o papel de Smith, afirmando, "[Smith] é um bom Nixon de tal forma que o seu desespero e tristeza em sua situação tornar-se simplesmente avassaladora." Smith mais tarde recebeu uma indicação ao Globo de Ouro por sua atuação. Ele também apareceu na produção original da Broadway de estágio, de David Mamet Glengarry Glen Ross como James Lingk. Por seu papel, ele recebeu um prêmio Drama Desk. 
Em 1990, ele apareceu em Air America jogando um senador dos Estados Unidos, um papel para o qual foi selecionado com base em sua semelhança com o então líder da minoria Bob Dole. Dois anos depois, ele desempenhou um procurador do distrito de cidade pequena oposto Joe Pesci em Meu Primo Vinny, seguido por um papel como treinador Jack Reilly em The Mighty Ducks. No entanto, não foi até 1993 que Smith conseguiu seu primeiro grande papel na televisão como Perry White em Lois & Clark: The New Adventures of Superman, por quatro temporadas, antes de terminar em 1997. Em 1994, ele retratou New York Yankees frente Officeman Ron em A Scout, juntamente com Albert Brooks (Al Percolo, Yankees olheiro) e Brendan Fraser (jogador Steve Nebraska). Em 1998, Smith apareceu em um importante papel como apresentador de televisão de ficção Emmett Seaborn na minissérie da HBO Da Terra à Lua. A última aparição de Smith no cinema foi em The Legend of Bagger Vance em 2000.

## Morte
Smith foi diagnosticado com esclerose lateral amiotrófica (também conhecida como ELA, ou doença de Lou Gehrig) em abril de 2005. Ele morreu da doença em sua casa, em Northridge Califórnia, em 13 de junho de 2005 com a idade de 69. [3] Ele era sobrevivido por sua esposa, Debbie Bento Smith e seu filho Robert Smith.

## Filmografia

### Filme
| Year | Title                                   | Role                  | Notes      | 1966 | Unholy Matrimony | Partygoer | Uncredited |
| 1970 | Maidstone                               |                       |            |      |                  |           |            |
| 1973 | The Last American Hero                  | Rick Penny            |            |      |                  |           |            |
| 1973 | Cops and Robbers                        | Perpetrator           |            |      |                  |           |            |
| 1974 | Man on a Swing                          | Virginia De Leo       |            |      |                  |           |            |
| 1975 | Rooster Cogburn                         | Leroy                 |            |      |                  |           |            |
| 1976 | Network                                 | Robert McDonough      |            |      |                  |           |            |
| 1977 | Between the Lines                       | Roy Walsh             |            |      |                  |           |            |
| 1977 | The Bad News Bears in Breaking Training | Officer Mackle        |            |      |                  |           |            |
| 1978 | Blue Collar                             | Clarence Hill         |            |      |                  |           |            |
| 1978 | On the Yard                             | Blake                 |            |      |                  |           |            |
| 1980 | On the Nickel                           | Preacher              |            |      |                  |           |            |
| 1980 | Honeysuckle Rose                        | Brag                  |            |      |                  |           |            |
| 1980 | Resurrection                            | Don                   |            |      |                  |           |            |
| 1981 | Prince of the City                      | Tug Barnes            |            |      |                  |           |            |
| 1981 | Soggy Bottom, U.S.A.                    | Smilin' Jack          |            |      |                  |           |            |
| 1982 | Frances                                 | Dr. Symington         |            |      |                  |           |            |
| 1984 | Purple Hearts                           | Cmdr. Markel          |            |      |                  |           |            |
| 1984 | Red Dawn                                | Mayor Bates           |            |      |                  |           |            |
| 1984 | Places in the Heart                     | Albert Denby          |            |      |                  |           |            |
| 1986 | Native Son                              | Britton               |            |      |                  |           |            |
| 1987 | Weeds                                   | Claude                |            |      |                  |           |            |
| 1988 | Prison                                  | Warden Eaton Sharpe   |            |      |                  |           |            |
| 1989 | Race for Glory                          | Joe Gifford           |            |      |                  |           |            |
| 1989 | Night Game                              | Witty                 |            |      |                  |           |            |
| 1990 | Air America                             | Senator Davenport     |            |      |                  |           |            |
| 1992 | My Cousin Vinny                         | D.A. Jim Trotter, III |            |      |                  |           |            |
| 1992 | The Mighty Ducks                        | Coach Jack Reilly     |            |      |                  |           |            |
| 1992 | The Distinguished Gentleman             | Dick Dodge            |            |      |                  |           |            |
| 1993 | Son in Law                              | Walter Warner         |            |      |                  |           |            |
| 1994 | The Flight of the Dove                  | Stephen Hahn          |            |      |                  |           |            |
| 1994 | The Scout                               | Ron Wilson            |            |      |                  |           |            |
| 1996 | The War at Home                         |                       | Uncredited |      |                  |           |            |
| 1998 | Getting Personal                        | Dr. Maddie            |            |      |                  |           |            |
| 1998 | Why Do Fools Fall in Love               | Ezra Grahme           |            |      |                  |           |            |
| 1998 | The Hi-Lo Country                       | Steve Shaw            |            |      |                  |           |            |
| 2000 | The Caprice                             | Thunderhead[6]        |            |      |                  |           |            |
| 2000 | The Legend of Bagger Vance              | Grantland Rice        |            |      |                  |           |            |

### Televisão
| Year         | Title                                        | Role                          | Notes                                                                                      | 1975 | Kojak | Clyde Regan | Episode: Queen of the Gypsies |
| Valley Forge | Spad                                         | NBC television film           |                                                                                            | 1975 |       |             |                               |
| 1975, 1979   | The Rockford Files                           | Willet CIA Agent Donnegan     | Episode: Claire Episode: The Battle-Ax and the Exploding Cigar                             |      |       |             |                               |
| 1977         | The Displaced Person                         |                               | Television film                                                                            |      |       |             |                               |
| 1977         | The Court-Martial of George Armstrong Custer |                               | NBC television film                                                                        |      |       |             |                               |
| 1978         | A Death in Canaan                            | Bob Hartman                   | CBS television film                                                                        |      |       |             |                               |
| 1978         | Crash                                        | Flight Engineer Romano        | ABC television film                                                                        |      |       |             |                               |
| 1979         | The Solitary Man                             | Jack Collins                  | CBS television film                                                                        |      |       |             |                               |
| 1979         | Disaster on the Coastliner                   | John Carlson                  | ABC television film                                                                        |      |       |             |                               |
| 1980         | City in Fear                                 | Brian                         | ABC television film                                                                        |      |       |             |                               |
| 1980         | Gideon's Trumpet                             | Fred Turner                   | CBS television film                                                                        |      |       |             |                               |
| 1980         | A Rumor of War                               | Sgt. William Holgren          | CBS miniseries                                                                             |      |       |             |                               |
| 1980         | The Georgia Peaches                          | Randolph Dukane               | CBS television film/unsold television pilot                                                |      |       |             |                               |
| 1980         | Mark, I Love You                             | Don Payer                     | CBS television film                                                                        |      |       |             |                               |
| 1981         | Dallas                                       | Prosecutor                    | Episode: Gone, But Not Forgotten                                                           |      |       |             |                               |
| 1981         | Dark Night of the Scarecrow                  | Harless Hocker                | CBS television film                                                                        |      |       |             |                               |
| 1981         | Hart to Hart                                 | Roy Hamlin                    | Episode: Hart, Line, and Sinker                                                            |      |       |             |                               |
| 1982         | Prime Suspect                                | Tom Keating                   | CBS television film                                                                        |      |       |             |                               |
| 1982         | Thou Shalt Not Kill                          | Clarence Blake                | NBC television film                                                                        |      |       |             |                               |
| 1982         | Lou Grant                                    | Dr. Lawrence                  | Episode: Unthinkable                                                                       |      |       |             |                               |
| 1982         | Quincy, M.E.                                 | Dr. Paul Flynn                | Episode: Science for Sale                                                                  |      |       |             |                               |
| 1982         | The Member of the Wedding                    | Mr. Addams                    | Television film                                                                            |      |       |             |                               |
| 1983         | Special Bulletin                             | Morton Sanders                | NBC television film                                                                        |      |       |             |                               |
| 1983         | Chiefs                                       | Hoss Spence                   | CBS miniseries                                                                             |      |       |             |                               |
| 1984         | Something About Amelia                       | Officer Dealy                 | ABC television film                                                                        |      |       |             |                               |
| 1984–1985    | V                                            | Nathan Bates                  | 13 episodes                                                                                |      |       |             |                               |
| 1985         | Hill Street Blues                            | Mike                          | Episode: El Capitan                                                                        |      |       |             |                               |
| 1985         | Beverly Hills Cowgirl Blues                  | Captain Max Rosenberg         | CBS television film                                                                        |      |       |             |                               |
| 1985         | Bridge Across Time                           | Anson Whitfield               | NBC television film                                                                        |      |       |             |                               |
| 1986         | Amazing Stories                              | Dr. Caruso                    | Episode: Dorothy and Ben                                                                   |      |       |             |                               |
| 1986         | The Twilight Zone                            | Professor Joseph Fitzgerald   | Segment: Profile in Silver                                                                 |      |       |             |                               |
| 1986         | Dress Gray                                   | Col. King                     | NBC television film                                                                        |      |       |             |                               |
| 1986         | If Tomorrow Comes                            | Warden Brannigan              | CBS miniseries                                                                             |      |       |             |                               |
| 1986         | Alfred Hitchcock Presents                    | Robert Warren                 | Episode: Happy Birthday                                                                    |      |       |             |                               |
| 1986         | Kay O'Brien                                  | Doctor Robert Moffitt         | 13 episodes                                                                                |      |       |             |                               |
| 1987         | A Place to Call Home                         | Sam                           | CBS television film                                                                        |      |       |             |                               |
| 1988         | In the Heat of the Night                     | Sonny Mims                    | Episode: Road Kill                                                                         |      |       |             |                               |
| 1988         | Killer Instinct                              | Dr. Butler                    | NBC television film                                                                        |      |       |             |                               |
| 1989         | Murder, She Wrote                            | Pol. Chief Underwood          | Episode: The Search for Peter Kerry                                                        |      |       |             |                               |
| 1989         | The Final Days                               | Richard Nixon                 | ABC television film Golden Globe Award (nominated)                                         |      |       |             |                               |
| 1990         | Challenger                                   | Larry Mulloy                  | ABC television film                                                                        |      |       |             |                               |
| 1990         | Blind Vengeance                              | Col. Blanchard                | NBC television film                                                                        |      |       |             |                               |
| 1991         | Good Sports                                  | R.J. Rappaport                | 21 episodes                                                                                |      |       |             |                               |
| 1991         | Good & Evil                                  | Harlan Shell                  |                                                                                            |      |       |             |                               |
| 1991         | False Arrest                                 | Martin Busey                  | ABC television film                                                                        |      |       |             |                               |
| 1992         | Duplicates                                   | Mr. Fryman                    | USA Network television film                                                                |      |       |             |                               |
| 1993–1997    | Lois & Clark: The New Adventures of Superman | Perry White                   | 84 episodes                                                                                |      |       |             |                               |
| 1994         | Murphy Brown                                 | Danger Duke                   | Voice only Episode: Where Have You Gone, Joe DiMaggio?                                     |      |       |             |                               |
| 1995         | Dweebs                                       |                               | Episode: The Cyrano Show                                                                   |      |       |             |                               |
| 1996         | Clueless                                     | Dan Hafner                    | Episode: Romeo & Cher                                                                      |      |       |             |                               |
| 1997         | Alien Nation: The Udara Legacy               | Senator Silverthorne          | FOX television film                                                                        |      |       |             |                               |
| 1998         | The Outer Limits                             | Dr. Malcolm Boussard          | Episode: Glyphic                                                                           |      |       |             |                               |
| 1998         | From the Earth to the Moon                   | Emmett Seaborn                | HBO television film                                                                        |      |       |             |                               |
| 1999         | Walker, Texas Ranger                         | Reverend Thornton Powers      | Episode: Power Angels                                                                      |      |       |             |                               |
| 1999         | Inherit the Wind                             | Reverend Jeremiah Brown       | Showtime television film                                                                   |      |       |             |                               |
| 2000         | King of the Hill                             | Charlie Fortner Nate Hashaway | Voice only Episode: Hanky Panky (1) Episode: Meet the Propaniacs Episode: Flush with Power |      |       |             |                               |
| 2001         | Bull                                         | Russell Dantly                | Episode: Amen                                                                              |      |       |             |                               |
| 2001         | DAG                                          | Agent Baxter                  | Episode: The Triangle Report                                                               |      |       |             |                               |
| 2001         | WW3                                          | John Sullivan                 | Fox television film                                                                        |      |       |             |                               |
| 2001         | The Practice                                 | Judge H. Finkel               | Episode: The Candidate (1)                                                                 |      |       |             |                               |
| 2002         | Judging Amy                                  | Mr. Radford                   | Episode: People of the Lie                                                                 |      |       |             |                               |
| 2003         | Out of Order                                 | Frank                         | Showtime television film                                                                   |      |       |             |                               |